# Carlo Collodi
Carlo Collodi, właściwie Carlo Lorenzini (ur. 24 listopada 1826 we Florencji, zm. 26 października 1890 tamże) – włoski pisarz i dziennikarz. Autor powieści i komedii, najbardziej znany jako twórca postaci Pinokia. Pseudonim Collodi używany od 1856, jest nazwą toskańskiego miasteczka, w którym urodziła się jego matka Angela Orzali.

## Życiorys
Pod koniec lat 30. XIX wieku wstąpił do seminarium w Colle di Val d`Elsa. Jednak w sierpniu 1842 roku zrezygnował, by zostać studentem wydziału retoryki i filozofii w Scuole pie di S. Giovannino we Florencji. W 1844 roku podjął pierwszą pracę – w największej księgarni i wydawnictwie Florencji u Giulio Piattiego. W 1847 został zatrudniony jako reporter w dziale teatralnym gazety Rivista di Firenze. 29 grudnia 1847 roku ukazał się pierwszy autorski artykuł Carlo Lorenzini pt. L’arpa. Carlo Lorenzini stał się rozpoznawalnym recenzentem sztuki i krytykiem muzycznym. Artykuły jego autorstwa zaczęły pojawiać się w mediolańskim magazynie kulturalnym L’Italia Musicale.
Podczas wojen o niepodległość Włoch w latach 1848 i 1860 służył jako ochotnik w armii. Jego żywe zainteresowania sprawami politycznymi doprowadziły go do założenia satyrycznej gazety „Il Lampione”.
Collodi zyskał rozgłos już w 1856 powieścią In vapore. Rozpoczął wówczas także intensywną działalność w innych politycznych gazetach, takich jak „Il Fanfulla”, oraz w Komisji Cenzury Teatru. Tworzył szkice satyryczne i opowiadania (niekiedy poprzez proste zestawienie wcześniejszych artykułów): Macchiette (1880), Occhi e nasi (1881), Storie allegre (1887).
Swą obecność w literaturze dziecięcej zapoczątkował w 1875 tomikiem Racconti delle los, zawierającym tłumaczenia francuskich bajek Charles’a Perraulta. Napisał Giannettino (1876), Minuzzolo (1878) i Il viaggio per l’Italia di Giannettino (1880–1886) – cykle opowiadań, w których poprzez humorystyczne myśli i czyny postaci Giannettina opowiadał się za ponownym zjednoczeniem Włoch. Wówczas urzekł go pomysł wykorzystania przyjaznej, nieco łobuzerskiej postaci jako środka wyrażenia własnych przekonań. W 1880 rozpoczął pisanie opowieści Storia di un burattino (Historie marionetki), zwanej także Le avventure di Pinocchio (Przygody Pinokia), wydawanej w cotygodniowym „Il Giornale dei Bambini” – pierwszej włoskiej gazecie dla dzieci.
Collodi zmarł nieświadomy popularności, jaką miał się cieszyć jego utwór. Został pochowany we Florencji, na cmentarzu przy bazylice San Miniato al Monte.

## Wybrane publikacje
- Giannettino (1876)
- Minuzzolo (1878)
- Pinokio (Le avventure di Pinocchio, 1883, wyd. pol. 1912)
- Pipi, różowy małpiszonek (Pipi, lo sciomiottino color di rosa, 1887, wyd. pol. 2011)